# Закон Оно
Закон Оно — генетический закон, утверждающий, что разные группы млекопитающих имеют общую структуру ДНК и генов в Х-хромосоме, которая досталась им от единого предка. Закон предложен японским биологом Сусуму Оно в 1967 году.

## Доказательства
В качестве цитологического доказательства приводится то, что длина Х-хромосомы у разных видов млекопитающих, включая человека и мышь, почти одинакова — с различиями, достигающими всего 5 % от общего генома. Также ряд Х-сцепленных генов являются общими для млекопитающих. Например, глюкозо-6-фосфатдегидрогеназа (G6PD), антигемофильный ген (фактор свёртывания крови VIII), цитоплазматические гены компонента тромбопластина (фактор свёртывания крови IX) и так далее.

## Механизм сохранения
Содержание хромосомы изменяется главным образом в результате мутаций, после дупликации хромосомы и транслокации с другими хромосомами. Однако у млекопитающих на раннем этапе их эволюции установился хромосомный механизм определения пола, несовместимый с полиплоидией и мешающий ей закрепиться. Кроме того, закреплению X-аутосомной транслокации могли мешать её возможные пагубные последствия для организма. Поэтому у млекопитающих содержание X-хромосомы осталось относительно неизменным после двойной дупликации, имевшей место на ранних этапах их эволюции — на стадии рыбы или амфибии (гипотеза 2R).

## Противоречия
Некоторые гены человека, содержащиеся в X-хромосоме, у сумчатых распределены по аутосомам. Это может объясняться тем, что яйцекладущие звери и сумчатые не являются, как полагали ранее, прямыми предками плацентарных млекопитающих, и очень рано отделились от их эволюционной линии. Также ген хлорид-протонного обменника ClC-4 (CLCN4), расположенный у человека на Х-хромосоме, у домовой мыши находится на хромосоме 7 (C57BL/6), хотя у алжирской мыши (Mus spretus) и крысы тоже расположен на X-хромосоме.